# Ellender Hof
Der Ellender Hof ist ein Gutshof südlich von Maria Ellend in Niederösterreich.
Im Ort existierte seit der Grundlegung ein herrschaftliche Schafhof, der aber 1814 abbrannte und daraufhin an der heutigen Stelle wiedererrichtet wurde. Der vormals gräflich Traun'sche Gutshof ist nun im Eigentum der Nachfahren von Ludwig Pecina, dem ehemaligen Gutsverwalter von Franz Ferdinand.